# Arroyo Las Piedras
L'Arroyo de las Piedras est une petite rivière de la partie méridionale de l'Uruguay.

## Description
L'Arroyo de las Piedras s'écoule du nord au sud-ouest dans les départements de Canelones et de Montevideo, et sert de délimitation départementale.
La rivière naît entre la Cuchilla Grande et au pied d'une de ses collines à l'est de Villa de San Isidro. De là, la rivière s'écoule dans une direction sud-sud-ouest, avant de prendre une direction nord-ouest à La Paz et Las Piedras. Ensuite, elle rencontre le ruisseau Colorado dans son cours inférieur sur la gauche, formant alors le Rincón del Melilla avec le fleuve Santa Lucía dont les eaux se rencontrent. Elle est un petit affluent de rive gauche du fleuve Santa Lucía,